# Restio quadratus
Restio quadratus je trávovitá, 1 až 2 m vysoká rostlina rostoucí na jihu Afriky v Jihoafrické republice, převážně v provincii Západní Kapsko. Tato dvoudomá, vytrvalá bylina bývá s dalšími, asi devadesáti druhy rodu lanovec, součásti rostlinné formace fynbos.

## Ekologie
Vyskytuje se na živinově chudých, hrubozrnných a kyselých půdách, kde jsou srážky kumulované převážně do zimního období a jejich celoroční průměr převyšuje 250 mm. Plně se přizpůsobila výraznému letnímu suchu provázenému občasnými požáry. Nejlépe roste na plném slunci, ve vlhké, ale dobře odvodněné půdě a na místech s pravidelně vanoucími větry zajišťující opylování. Většinou se vyskytuje v nadmořské výšce od 100 až do 1400 m n. m.
Snese krátkodobý pokles teploty pod -5 °C, případně mrazem poškozená nadzemní část obvykle obrazí nebo povyroste nová bylina z oddenku. Obdobně je tomu i při požáru, kdy po shoření lodyhy vyroste z nepoškozené kořenové hlavy nebo oddenku nová rostlina. Oheň je na úrovní terénu nejchladnější a většinu vypadaných semen nepoškodí, naopak jeho kouř mnohonásobně zvyšuje jejich klíčivost. Přirozené škůdce rostliny nemají.

## Popis
Vytrvalá, dvoudomá bylina s rozvětvenými lodyhami vysokými 1 až 2 metry vyrůstající z dlouhých, plazivých oddenků. Vytvářejí rozsáhlé polykormony a v krátké době může jedna rostlina obsadit prostor o průměru až 1,5 m. Pevné lodyhy jsou na průřezu hranaté, průměrně 5 mm tlusté, hladké, leskle zelené a zajišťují rostlině fotosyntézu. Listy jsou redukované na papírovité, zprvu olivové a později nahnědlé barvy, těsně přitisknuté, vytrvalé pochvy dlouhé 1 až 6 cm, které jsou na konci špičaté. V kolénkách plodných lodyh vyrůstají shluky tenkých, sterilních, větvících se lodyh, které mnohdy vypadající jako listy přesliček.
Jednopohlavné květenství, vyrůstající z paždí listenů u vrcholu lodyhy, se skládá z více než padesáti klásků sestavených do lat chráněných vytrvalým toulcem. Samčí rostlina má 25 až 35 cm dlouhé a 5 až 8 cm široké květenství s eliptickými či vejčitými klásky, které mají krátké stopky nebo přisedají. Klásky bývají dlouhé 4 až 8 mm, široké 2 až 5 mm a mívají tři až osm květů 2 mm velkých. Nerozlišené šupinovité okvětí je asi 2 mm dlouhé a vyrůstá ve dvou kruzích, ve vnitřním jsou kratší. Blanité, vejčité, zašpičatělé plevy, jsou asi 2 mm velké. Samčí květ obsahuje tři tyčinky se žlutými prašníky a zakrnělý semeník. V době kvetení uvolňují prašníky velké množství pylu. Samičí rostlině vyrůstá ve stejnou dobu 20 až 35 cm dlouhé a 8 až 12 cm široké květenství s klásky dlouhými 5 až 10 mm. Klásky obsahují jeden až čtyři květy velké asi 3 mm a jednu až tři vejčité, zašpičatělé plevy dlouhé 3 mm. Stejně dlouhé šupinky okvětí mají na délku 3 mm. V samičím květu jsou tři patyčinky, svrchní jedno až třípouzdrý semeník se třemi pérovitými bliznami. Rostlina neobsahuje nektar a nevonící květy se opylují pylem přenášeným větrem.
Plody jsou drobné, pukavé tobolky obsahující elipsoidní, hnědá, hladká semena asi 1,3 mm velká. Semena souží k rozmnožování, nejlépe klíčí po "ošetření" kouřem. Přirozeně se rozšiřují větrem, významnější živočišné rozsévače nemají. Semenáčky potřebují během prvých dvou měsíců dostatek vláhy, nejlépe vzcházení po vysetí na počátku období dešťů.

## Význam
Restio quadratus je rostlinou bez valného ekonomického významu. Jeho lodyhy se používají nanejvýše na výrobu hrubých košťat a rohoží, v minulosti sloužil k pokrývání střech primitivních obydlí. Obsahuje v pletivu velké množství taninu a býložravci jej nespásají. Vysazuje se též na svazích pro zpevnění půdy, což svými rozrůstajícími se oddenky dobře splňuje.
Kvetoucí lodyhy se používají jako přízdoba k řezaných květin. Někdy se pěstuje jako zahradní okrasná rostlina, samičí rostliny jsou se svými latami dlouze vytrvalých květů mnohem atraktivnější. Stává se oblíbenou zahradní rostlinou i na severní polokouli, ve středoevropských podmínkách je ovšem nutné zajistit přezimování na mrazuprostém místě. Lodyhy staré tři roky postupně chřadnou, málo kvetou a je vhodné je odříznout na úrovni terénu.